# Marian Szumlakowski
Marian Szumlakowski (Radziechów, 10 de outubro de 1893 - Madrid, 7 de dezembro de 1961) foi um diplomata polonês e ativista esportivo, presidente da Associação Polonesa de Tênis (1932-1933) e Cavaleiro de Malta. Foi legado em Portugal de 1933 a 1935.

## Biografia
Graduou-se na Faculdade de Filosofia da Universidade Jan Kazimierz em Lviv. Nos anos 1915-1916 atuou na Sociedade de Ajuda às Vítimas da Guerra em Kharkov e depois no Gabinete de Imprensa do Comitê Executivo Polonês em Kiev.
A partir de novembro de 1918 no serviço diplomático da Segunda República Polonesa. Apoiador do conceito federal de Józef Piłsudski. Colaborador de confiança do Ministro dos Negócios Estrangeiros da República da Polónia, August Zaleski, chefiou o seu secretariado (1927-1928) e depois foi diretor do Gabinete do Ministro (1928-1933). Nos anos 1933-1935 foi Ministro Plenipotenciário em Lisboa, depois a partir de 1º de março de 1935 serviu como Enviado Extraordinário e Ministro Plenipotenciário em Madrid (no início de 1939, como antigo agente diplomático em Burgos, recebeu um acordo do Governo Nacional Espanhol como enviado extraordinário e do Ministro Plenipotenciário da República da Polónia em Espanha).
Durante a Guerra Civil Espanhola, salvou a vida de um grupo de refugiados que, temendo serem detidos pelas autoridades da Frente Popular, de esquerda, encontraram abrigo nas instalações de uma instalação polaca, de onde puderam então obter, entre outros, passagem para Gdynia. Em setembro de 1937, relatou a Varsóvia:
"“Do lado valenciano não há entusiasmo pela ideia de um Governo Vermelho. Algum entusiasmo ainda caracteriza a Brigada Internacional que compõe o bastião dos vermelhos (...). Em geral, a população da Espanha vermelha já está cansada da guerra e se não fosse pelas brigadas internacionais, a luta já teria acabado há muito tempo."
Ele então apoiou o reconhecimento do governo nacional do General Francisco Franco pelas autoridades polacas. Acusado por alguns círculos de emigração londrinos de não tomar medidas decisivas junto das autoridades franquistas relativamente à libertação dos prisioneiros de guerra polacos do campo espanhol de Miranda de Ebro, foi demitido em março de 1944 e substituído em junho de 1944 no posto em Madrid por Alfred Józef Potocki.
Após a Segunda Guerra Mundial, ele permaneceu no exílio. Colaborou com a Rádio Madrid (1949–1952). Em 1954, foi nomeado embaixador da República da Polónia pelo presidente August Zaleski, mas não foi reconhecido pelas autoridades espanholas, que continuaram a homenagear Potocki, representando o Conselho dos Três.

## Comendas e condecorações

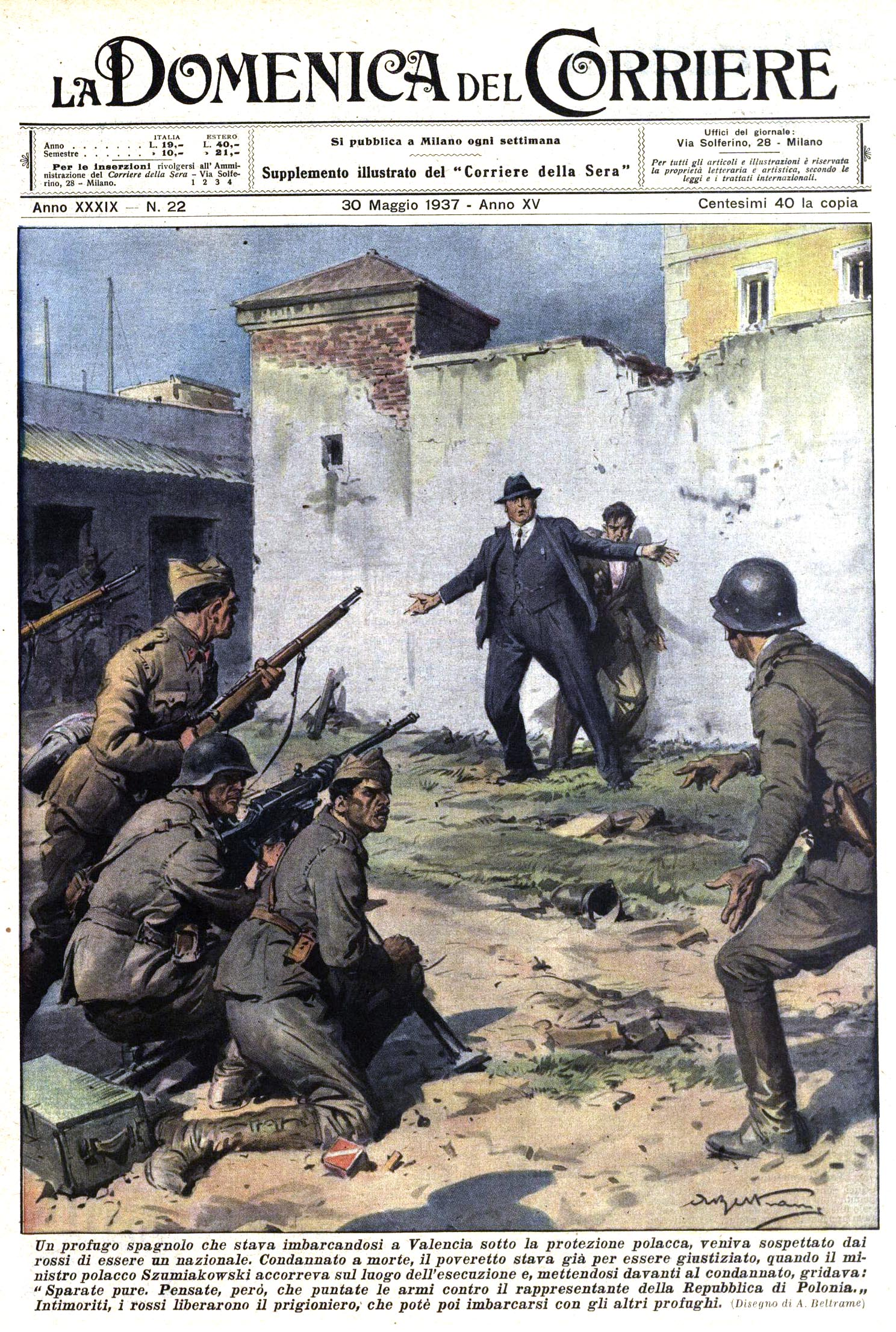
Szumlakowski salva um fugitivo, desenho da imprensa italiana no La Domenica del Corriere

- Grande Fita da Ordem da Polônia Restituta (postumamente, 13 de dezembro de 1961) [4]
- Cruz de Oficial da Ordem da Polônia Restituta (2 de maio de 1923) [5]
- Cruz do Mérito de Ouro (12 de fevereiro de 1929)
- Medalha da Independência
- Medalha Comemorativa da Guerra 1918-1921
- Medalha do Décimo Aniversário da Recuperação da Independência
- Medalha de Prata por Longo Serviço
- Medalha de Bronze por Longo Serviço
- Ordem da Cruz da Liberdade, 3ª categoria, 3ª classe (Estônia, 1925) [6]
- Grande Fita da Ordem de Leopoldo (Bélgica)
- Grã-Cruz da Ordem do Mérito (Portugal, 1931) [7]
- Grã-Cruz da Ordem de Cristo (Portugal, 1935) [8][9]
- Grã-Cruz da Ordem de S. Sava (Iugoslávia, 1931) [10]
- Grã-Cruz da Ordem da Coroa da Romênia (Romênia)
- Grande Oficial da Ordem da Estrela da Romênia (Romênia)
- Grande Oficial da Ordem das Três Estrelas (Letônia)
- Grande Oficial da Ordem de S. Maurice e Lazarus (Itália, 1932) [11]
- Grande Oficial da Ordem de Carlos III (Espanha)
- Comandante da Ordem da Rosa Branca da Finlândia (Finlândia)
- Comandante da Ordem da Legião de Honra (França)
- Comandante da Ordem da Estrela Negra (França)
- Comendador da Ordem de S. Olaf (Noruega)
- Comandante da Ordem de Vasa (Suécia)
- Cruz Magisterial da Ordem de Malta (SMOM, 1937) [12]